# 冠次六
『冠次六』（かんむりじろう）は、静岡第一テレビで不定期に制作・放送されているバラエティ番組。

## 概要
売れているのに冠番組が無い6人が静岡県の様々な場所を旅する紀行バラエティ番組。

## 出演者
- 陣内智則
- 藤本敏史（FUJIWARA）
- 原西孝幸（FUJIWARA）
- 木下隆行（TKO）
- 小峠英二（バイきんぐ）
- 西村瑞樹（バイきんぐ）
- 品川祐（品川庄司）
- 庄司智春（品川庄司）
- 椿鬼奴・・・ハリセンボンと交代
- 近藤春菜（ハリセンボン ）・・・椿鬼奴と交代
- 箕輪はるか（ハリセンボン ）・・・椿鬼奴と交代
- 山田桃子（静岡第一テレビアナウンサー）

## 放送局
| 放送地域   | 放送局                 | 系列             | 備考   |
| ---------- | ---------------------- | ---------------- | ------ |
| 静岡県     | 静岡第一テレビ         | 日本テレビ放送網 | 制作局 |
| 山陰地方   | 日本海テレビジョン放送 | 日本テレビ放送網 |        |
| 近畿広域圏 | 讀賣テレビ放送         | 日本テレビ放送網 |        |